# Oostelijke sierschildpad
De oostelijke sierschildpad met de wetenschappelijke naam Chrysemys picta picta is een ondersoort van de sierschildpad. Ze komt voor in het oosten van de Verenigde Staten en Canada. In 1783 werd deze schildpad voor het eerst beschreven door Johann Gottlob Schneider.

## Eigenschappen

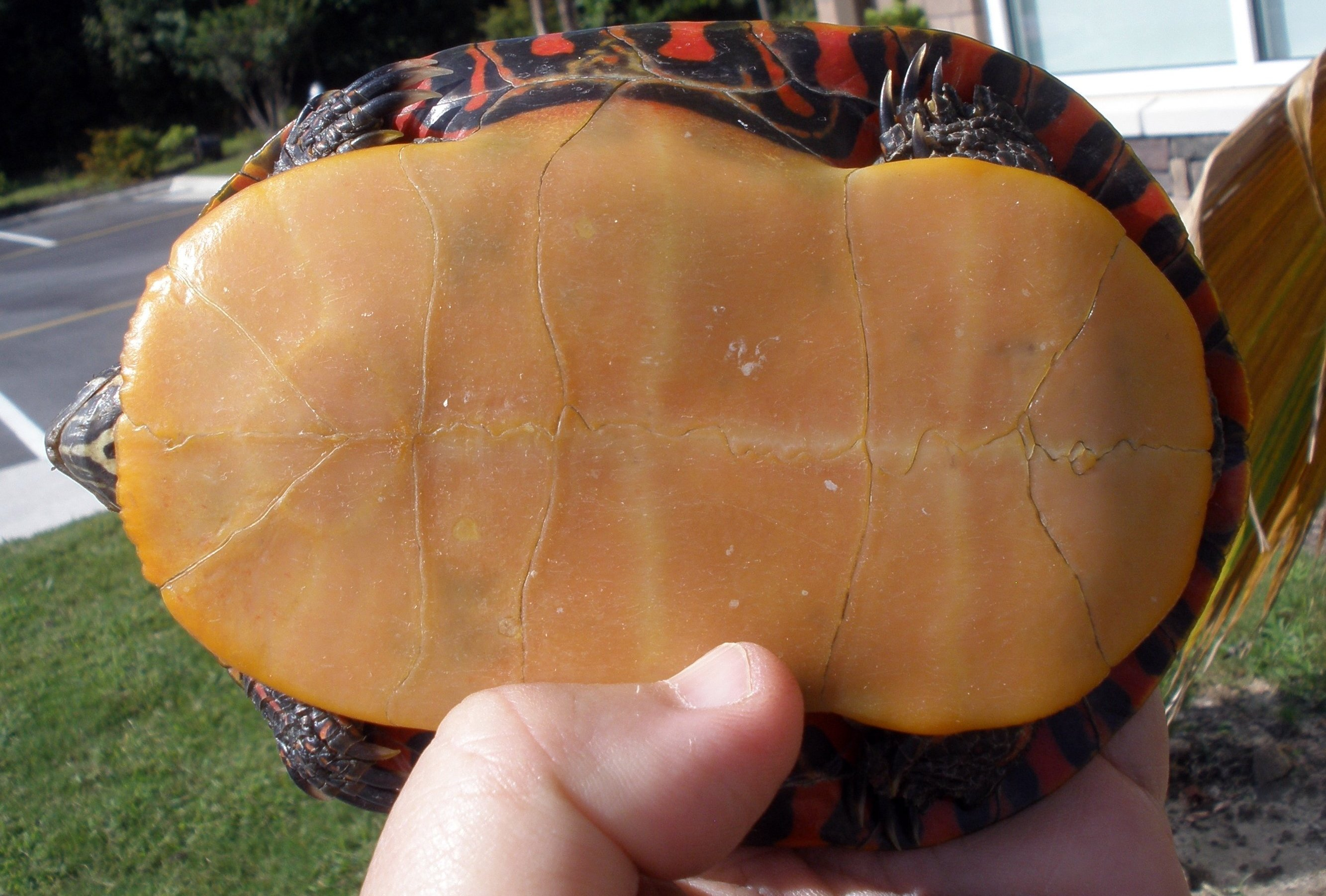
Het buikschild is geel zonder vlekken

Het 13 tot 18 cm lange schild is donker tot zwart van kleur. De naden tussen de hoornplaten zijn licht van kleur en gaan in elkaar over tot een soort rooster. De lengtestreep op het midden van het schild is onderontwikkeld. Het buikschild is geel zonder donkere vlekken.
De oostelijke sierschildpad is de enige van de vier ondersoorten die weleens in brak water wordt aangetroffen. Dan betreft het altijd brak getijdenwater in de rivieren langs de Atlantische kust.

## Verspreiding

Verspreidingsgebied in rood

In de Verenigde Staten komt de schildpad voor in de staten Alabama, Connecticut, Delaware, Georgia, Maine, Maryland, Massachusetts, New Hampshire, New Jersey, New York, North Carolina, Pennsylvania, South Carolina, Virginia en West Virginia. In de Verenigde Staten komt de schildpad voor langs de Atlantische kust tot zuidelijk in North Carolina. De schildpad komt niet voor in de kuststreken van Georgia en South Carolina.
Deze ondersoort bewoont in Canada de kust van de Sint Lawrencebaai in de staat New Brunswick in het noorden en verder een deel van de Atlantische kust van Nova Scotia.